# Hypomecis gnophosarium
Hypomecis gnophosarium är en fjärilsart som beskrevs av Barnes och Mcdunnough 1912. Hypomecis gnophosarium ingår i släktet Hypomecis och familjen mätare. Inga underarter finns listade i Catalogue of Life.